# Villel
Villel est une commune d’Espagne, dans la province de Teruel, communauté autonome d'Aragon comarque de Teruel.

## Démographie
En 2022, elle comptait 329 habitants sur une superficie de 85,38 km².

## L'ordre du Saint Rédempteur, les Templiers et les Hospitaliers
La forteresse de Villel qui a fait partie de la taïfa d'Albarracín puis de la Taïfa de Valence fut reconquise une première fois par le Cid à la fin du XIe siècle et définitivement par Alphonse II d'Aragon en 1180. Le roi d'Aragon en fit don à l'ordre du Saint Rédempteur (es) puis les chevaliers de l'ordre du Temple en héritèrent en 1196 pour en faire le chef-lieu d'une des principales commanderies templières en Aragon, la commanderie de Villel (es). La commanderie fut dévolue ensuite aux Hospitaliers de l'ordre de Saint-Jean de Jérusalem et intégrée à la châtellenie d'Amposta au sein de la langue d'Espagne puis de la langue d'Aragon.

## Lieux et monuments
- Le château du Cid (es):